# 富金山戰役
富金山戰役是武漢會戰中，國民革命軍欲制止日軍翻越大別山、迂迴武漢之戰略，與日軍圍繞富金山進行的一連串戰鬥。宋希濂率71軍堅守富金山陣地，成功遲滯日軍13師團十天十夜，後因減員嚴重且彈盡糧絕，被迫放棄富金山陣地。

## 背景
1938年8月中旬，武漢會戰正面戰區，中國第1兵團總司令薛岳利用第66軍、第74軍、第4軍、第29軍會同第25軍與日軍在馬當要塞及江西省德安縣以北爆發激戰，成功遏止日軍的進攻，戰況陷入僵持狀態。
1938年9月，武漢會戰打響近三個月，武漢會戰趨於膠著，日軍久攻未果，欲轉移主攻目標至大別山以北，企圖威脅武漢守軍之側翼。河南固始、商城一線，成為江北戰局核心所在。如日軍成功突破防線，便可乘36師的身後國軍後續部隊還在集結之中，還來不及組織有效防禦之機，依商城南部山地、信陽等地，長驅南下抄近路翻越大別山，逼近武漢。且翻越大別山後，從山腳下的麻城到武漢直線距離僅不到50公里。
為止日軍企圖越過大別山、迂迴武漢之戰略，宋希濂將軍臨危受命率第七十一軍兼第三十六師、第八十八師構築防線，阻敵西進。並聯合國民革命軍第五十一軍、國民革命軍第七十七軍，抗擊日軍第十師團、第十三師團。 
宋希濂將軍深知71軍是一支完全用輕武器裝備的部隊，根本無法和13師團這種坦克、重炮還有近百架飛機裝備的日軍甲種師團正面抗衡。如果想在防禦戰中占得先機，就一定要選擇一個好的阻擊戰場。
宋希濂將軍選定富金山為71軍同日軍決戰的戰場。富金山位於固始南部史河南岸，為葉家集至商城公路之要衝，東連六安、合肥，西通潢川、信陽，是為交通要衝，居高臨下，可控制公路，是一處良好的作戰要地。，如日軍欲進攻商城，那就必須占領富金山，宋希濂率部在富金山修築陣地，貯存彈藥，決心在此阻擊日軍。指揮部設於距主戰場富金山只有不到兩公里妙高寺。雖然其所在的山峰為戰場附近的制高點，此舉對宋希濂本人來說是非常危險的。但是，為了鼓舞部隊的士氣，宋希濂身先士卒，讓在富金山作戰的同袍都可以看到軍長和他們一同並肩作戰。

## 戰役經過
8月末，日軍攻陷六安、霍山，直逼大別山峽口的富金山，亟欲穿越大別山、直取武漢。在富金山遭到了宋希濂部隊的頑強抵抗。
日軍掃清國軍東北、西北軍防線，佔六安、霍山之後，於八月廿七日出發；九月一日，第十師團在葉家集東北的烏龍鎮休整，並與第三六師前哨斥候遭遇；九月二日開始向固始及史河防線進攻。同日，荻洲立兵的第十三師團前鋒亦在葉家集北面兩公里的黎家集一帶進抵史河。 第十三師團雖然進抵葉家集，但由於城西葉（家集）商（城）公路的橋樑已被炸毀，因此調上了第六師團的架橋縱列。第三六師師長陳瑞河令在新集子、石門口的前沿陣地以及佈署在山上的火力點，以火力急襲日軍的架橋作業，一時之間雖阻止了敵軍架橋，卻曝露了我方陣地位置，引來日軍攻擊機的轟炸。一〇〇〇時，日本攻擊機對三六師陣地進行轟炸，日軍架橋中隊終於在空中攻擊的掩護下架橋成功。
是夜，鼎鼎大名的山砲隊十九聯隊的三十六門山砲和十二門重砲趁黑夜搶運過河，到次日已經架設砲陣地完畢， 富金山守軍第三六師由於缺乏重武器、亦無防空炮，雖居高臨下，卻只能眼睜睜地看著對方炮兵坐鎮河岸邊，無法予以打擊。至此，日軍已經完成了強攻富金山的準備，一場大戰於焉展開。
九月三日，第十三師團第二六旅團開始向富金山第三六師陣地發動攻勢。敵軍步兵在航空隊二十四架陸攻炸射和列陣於史河岸的山砲隊十九聯隊準備射擊之後，開始向國軍三六師陣地進攻。三六師在新集子和石門口的前沿陣地，為避免受到太大戰損，經過一陣抵抗之後即依計畫先行放棄，往山上的主陣地退縮，引誘日軍前進。日軍並未掉以輕心，在第二六旅團準後向富金山攻擊的同時，以第一〇三旅團第六五聯隊、一〇六聯隊依序沿葉商公路前進、向第三六師左翼沿山腳展開，並向西作威力搜索，同時掩護主攻的第二六旅團側翼。 
主攻的日軍第二六旅團自史河西岸的石門口出發，往山上只有兩條路可走。山腳下是一條約莫十公尺寬的灌溉溝渠，此時恰巧成為富金山的護城河。有兩條小便橋橫跨其上，靠西北面的小便橋座落於丁八店子，直通山頂；靠東南面的小便橋座落於滑老莊，通往對岸的法華寺，向南繞行至長江河畔後再彎到山的背側上山。日軍主攻的第二六旅團第五八、一一六聯隊兵分二路，在靠近小便橋時即遭到國軍交叉火網射擊。由於兩座小便橋過去兩百公尺內便進入富金山區，這一帶山形呈扇狀分佈，如一隻隻的指頭般向自西南往東北延伸，而小便橋往後入山的孔道即從指間拾級而上，兩側都是山。國軍充份利用地形地貌，於「指尖」處設置火力點；日軍若依小徑而上仰攻山頭，沿路將會受到埋伏小徑兩側山林中的三六師陣地守軍熱烈歡迎。 
日軍第二六旅團一頭撞上佈置精巧的三六師一〇八旅陣地，攻勢受挫。日軍只能暫停攻勢，重整部隊，次日再戰。日軍一〇三旅團則進佔祖師廟，沿葉商公路佈防。
在日軍荻洲立兵第十三師團進攻富金山第三六師的同時，在史河北面負責防守固始縣城的六一師也遭到日軍兩面包夾。日軍第十師團為掩護進攻富金山的第十三師團右翼，令第三九、四十聯隊由岡田資率領，在固始縣城西南方十公里的石佛店渡過了史河，佔領並修復了該處的南大橋。第六一師在石佛店的守軍無力反攻日軍在史河西岸的橋頭堡，只能退往固始縣城外圍陣地。
九月四日，岡田資率領的第三九、四十聯隊「岡田支隊」自固始南面和在城東的第十師團主力一同發起向心式攻擊。守軍第六一師雖然受到兩面攻擊，但由於該師肩負掩護三六師左翼及防守史河的重要任務，全師死守不退。雙方激戰至五日，固始外圍陣地紛紛喪失，全師改依托城牆進行防禦。 
九月三日的進攻失敗後，九月四日，日軍第二六旅團集中全部兵力，不再強攻丁八店子的大路，而是選擇自滑老莊以南的地區，依灌溉溝渠的掩護，繞過國軍三六師佈署的交叉火網，自東面越野強攻富金山。國軍七一軍軍長宋希濂令國軍趁此機會發起逆襲，以鉗形攻勢反推日軍。除第三六師一〇八旅自高而下封鎖日軍之外，左鉗三六師一〇六旅發動反攻，突擊後防空虛的葉商公路；右鉗則是八八師二六二旅，朝史河岸邊的山砲隊十九聯隊衝去。東北軍于學忠亦命令在金寨的一一四師同步發動反攻，朝葉家集東方前進，以切斷整個第十三師團的後方補給線路。國軍第七一軍軍長宋希濂亦離開他在富金山頂妙高寺的指揮部，親自到各部巡視，反覆鼓勵官兵「狠狠地打！」頓時間日軍第十三師團第二六旅團陷入重圍，指揮官沼田德重親蒞火線率領部隊，亦被三六師一〇八旅的火力網打成重傷抬了下去。 日軍指揮官負傷，二六旅團群龍無首，處境極為不利；為避免整個師團的後路被切斷，第十三師團指揮官荻洲立兵令第二六旅團回防葉家集，守住東北軍一一四師的攻勢。九月五日，東北軍一一四師的攻勢終為第十三師團第二六旅團所阻，並被反推回金寨；日軍再度得到戰場主動權，並將一一四師推入大別山中。
九月六日清晨，日軍為了儘速解決在富金山以及固始縣城的戰鬥，開始動用毒氣。第十師團在催淚瓦斯助陣下，攻破固始縣城門，進入巷戰。張自忠第二七軍團第三八師、一八〇師雖奉命馳援固始，但在接近固始縣城時，第六一師卻支援不住了，往西南潰退。固始自此陷於日軍之手。當夜固始城一片火海，自四十公里外富金山頂妙高寺的指揮所都依稀可見其火光。 
日軍第十三師團為解開國軍第七一軍第三六師嚴密且靈活的防守，乃於九月六日對富金山大舉施放毒氣，壓制三六師各主要陣地；雖然富金山第三六師號稱中國最精良的德械師，但久經戰陣未獲補給的三六師，目前擁有防毒面具的官兵大約只剩下十分之一。 北邊第十師團已經用毒氣打開了固始城防，富金山理當可以故計重施。第十三師團指揮官荻洲立兵令一〇三旅團自正面仰攻，並阻止三六師和八八師奪回葉家集、威脅葉商公路；又令第二六旅團阻止東北軍一一四師再次繞襲背後，並改沿長江河溯溪而上，迂迴富金山防線後方，兩面夾擊富金山。為了支援一〇三旅團的攻勢，山砲隊第十九聯隊調了十二門重炮至葉商公路重新佈陣，以取得更良好的射界。 然而日軍十三師團荻洲立兵的計謀卻再次被國軍七一軍軍長宋希濂破解了。第八八師二六二旅五二三團偵知日軍二六旅團動向，宋希濂確準預判敵軍將偷襲富金山後防，便抓準此機會，著令第八八師二六四旅五二八團主動出擊，偷襲了正要偷襲富金山陣地後方的日軍的後方， 誠可謂螳螂捕蟬、黃雀在後。第二六旅團傷亡五百餘人，只得沿原路撤回出發點。 第一〇三旅團雖然有航空隊和炮兵支援射擊，但三六師正面硬是扛了下來，沒讓一〇三旅越雷池一步。日軍十三師團荻洲立兵自九月二日打到九月六日，使盡了一切手段也沒能打下富金山，只好向第二軍司令官東久邇宮要求增援。
9月7日，再得到原正向固始縣城推進的第10師團增援，日軍集中全部兵力，發動了大規模衝鋒。炸彈數次落到了妙高寺內，但是宋希濂仍始終堅守在一線。宋希濂對陣地上的士兵精神喊話：「36師要永遠站著，絕不能趴下，狠狠地打，弟兄們才能死而無憾！」。
自9月2日起，長達八日的激戰，中國守軍傷亡慘重。日軍奇襲雖未能得手，但其已經占領了富金山一半的陣地。當時36師已經從戰前的1萬多人傷亡到僅剩2000多人，傷亡超過五分之四，但36師官兵仍在堅守陣地。
在得知死守富金山的36師正蒙受重大傷亡時，蔣介石急於親赴富金山鼓舞士氣，但其身為武漢會戰總指揮，無暇顧及。故宋美齡就代替蔣介石，於9月9日，宋美齡冒著炮火來到了富金山前線，沿著戰壕一路慰問、鼓勵一線將士。在每分鐘都落彈數十發的富金山上，隨時都有可能被炮彈擊中丟掉性命。宋美齡的到來，讓前線將士們士氣大振。
日軍第13師團從11日凌晨起，再次全力猛攻，突入富金山陣地。36師在師長陳瑞河的指揮下進行逆襲，與日軍白刃搏殺，戰況殊為慘烈。36師迭經多日血戰，雖得到88師一個團的增援，但在此死傷甚重的時候不過是杯水車薪，在減員嚴重的情況下，富金山守軍再也難以擊退人數火力均占優勢日軍。
十一日，敵進行大規模調整後，向富金山，馬鞍山增兵一個聯隊，再次發動攻勢，拂曉日寇將三十六師與五十一軍石門口結合部突破，三十六師時有八百多指戰員仍與敵拼殺，趕走日寇。同時犯我紅石橋之敵也被我六十一師擊潰，雙方成焦灼狀態。午後，敵調集飛機三十余架向我陣地低空轟炸掃射，集中所有大炮向我開火，並再次使用窒息性瓦斯，而後步兵向我陣地全線進攻，我兩師官兵雖頑強抵抗，多次與敵肉搏，但敵我力量懸殊，援兵又未及時趕到，兩師幾乎傷亡殆盡，黃昏陣地遂落敵手。至此長十余日的富金山戰鬥結束，參加富金山戰鬥的我軍余部西撤，敵沿信葉公路得以長驅直入。

## 化學武器使用
日軍第13師在連續1周攻擊富金山受挫後，向富金山守軍陣地大量發射毒劑彈，施放毒劑筒，支援其步兵攻占了這一要點。此後，日軍由商城通過大別山的層層阻擊中均頻繁藉助毒劑輔助進攻。

## 總結
此次阻擊戰71軍以劣勢裝備，依託有利的地形阻強敵於富金山逾10日，成功抑制日軍的攻勢。日軍的進攻部隊損失過半，死傷近萬。中國守軍也傷亡慘重，僅第36師就由參戰前的1萬多人，銳減到八百餘人。
日軍擔任第一線進攻的荻洲立兵13師團連續5次補充兵員，總傷亡過半，隨軍戰地記者發回東京的消息稱：「此役由於受到敵主力部隊宋希濂軍的頑強抵抗，傷亡甚大，戰況毫無進展」，「我軍遇到強手，束手無策」。日軍3個師團戰死4000餘人，屍體皆「運葉家集焚化，臭聞十餘里。」
此戰中國軍隊成功抵擋日軍第2軍的攻擊，斃傷日軍第13師團逾萬人，為國軍贏得了調整部署的時間，粉碎了日軍越過大別山迂迴武漢的戰役企圖。
9月14日蔣介石通電全國全軍嘉獎：“……是則宋軍陳師之壯績，已獲得超出之代價，尤其精神上足使敵確認我愈戰愈強，抗戰精神，歷久彌增，令其氣短。……”並號召全軍學習36師的精神，“各奮英勇”殺敵報國。
1. ↑  . ribao.xyxww.com.cn.   [2025-02-26].